# Барде, Ромен
Ромен Барде (фр. Romain Bardet; род. 9 ноября 1990, Бриуд, Франция) — французский профессиональный шоссейный велогонщик, выступающий за команду мирового тура «Team Sunweb». Дважды становился призёром Тур де Франс. Серебряный призёр Чемпионата мира в групповой гонке 2018 года.

## Карьера

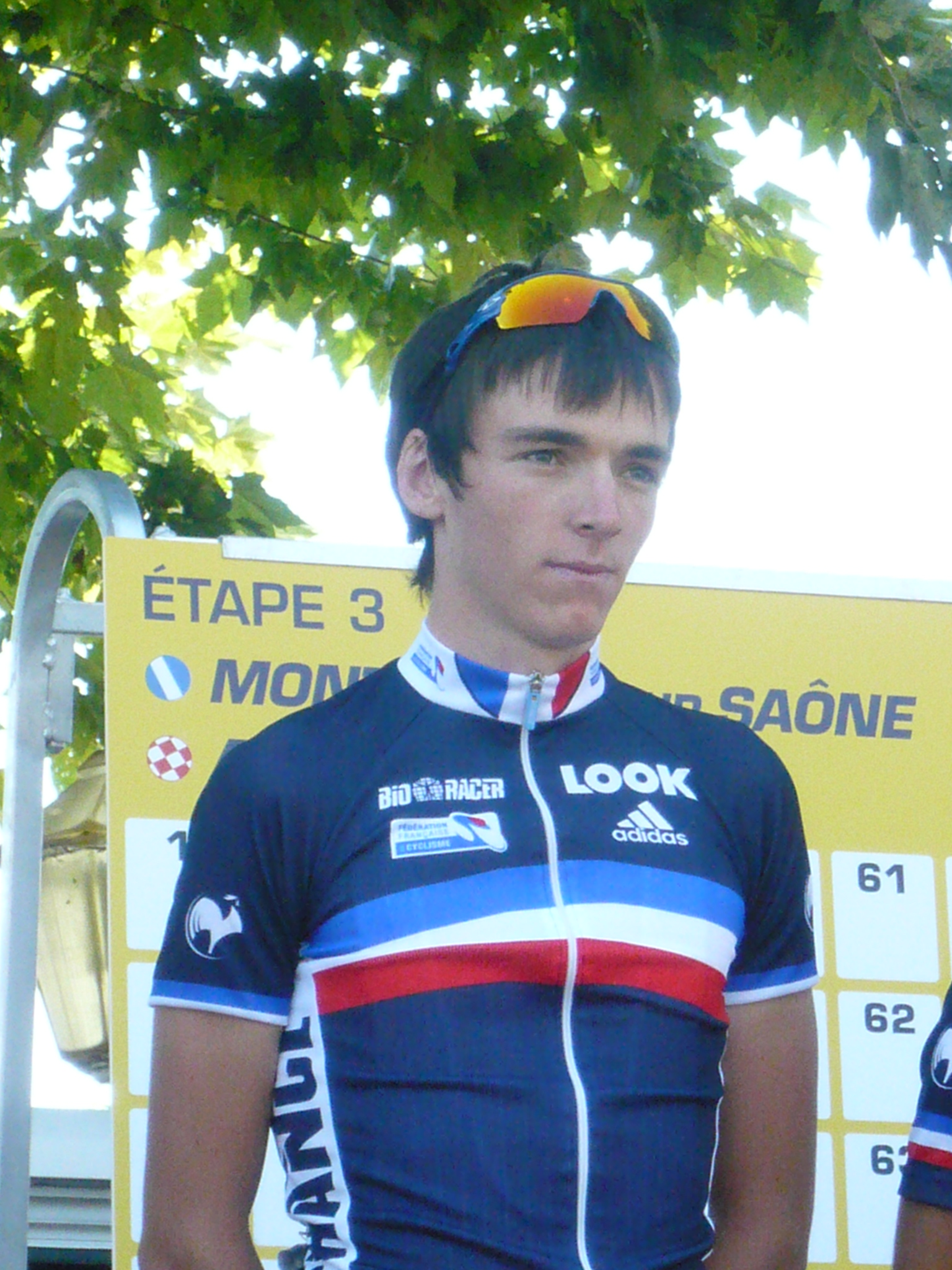
Ромен Барде в 2010 году

Ромен Барде начал заниматься велоспортом в 1999 году, в возрасте восьми лет. В детстве он был болельщиком своего соотечественника Давида Монкутье - победителя двух этапов Тур де Франс и четырехкратного горного короля Вуэльты.
В 2010 году француз занял шестое место в генеральной классификации Тур де л'Авенир, в 2011 году победил на 5 этапе Тура Будущего и стал вторым на андеровской версии Льеж-Бастонь-Льеж.
В 2012 году Ромен Барде подписал свой первый профессиональный контракт с командой высшего дивизиона AG2R Citroën. И весной занял 5 место в общем зачете Тура Турции.
А в 2013 году француз выиграл генеральную классификацию Тур де л'Эйн, белую майку лучшего молодого гонщика на Туре Пекина. Впервые стартовал на супермногодневке Тур де Франс, где занял 15 место, проиграв победителю Крису Фруму 26 минут 42 секунды.
В 2014 году показал ряд стабильных результатов: завоевал белую майку лучшего молодого гонщика на Туре Омана, занял 4 место в общем зачете Тура Каталонии и 5 место на Критериуме ду Дофине.
В 2015 году выиграл 18 этап Тур де Франс, а также 5 этап на Критериум Дофине.
В 2016 году был вторым в генеральной классификации Тур де Франс, выиграв 19 этап гонки. Выиграл Критериум Лизье (Lisieux, Criterium).
В 2017 году дисквалифицирован после первого этапа гонки Париж-Ницца в связи с тем,  что технический автомобиль команды AG2R La Mondiale не по правилам помогал Барде догнать основной пелотон. Выиграл 12-й этап Тур де Франс, в генеральной классификации стал третьим.

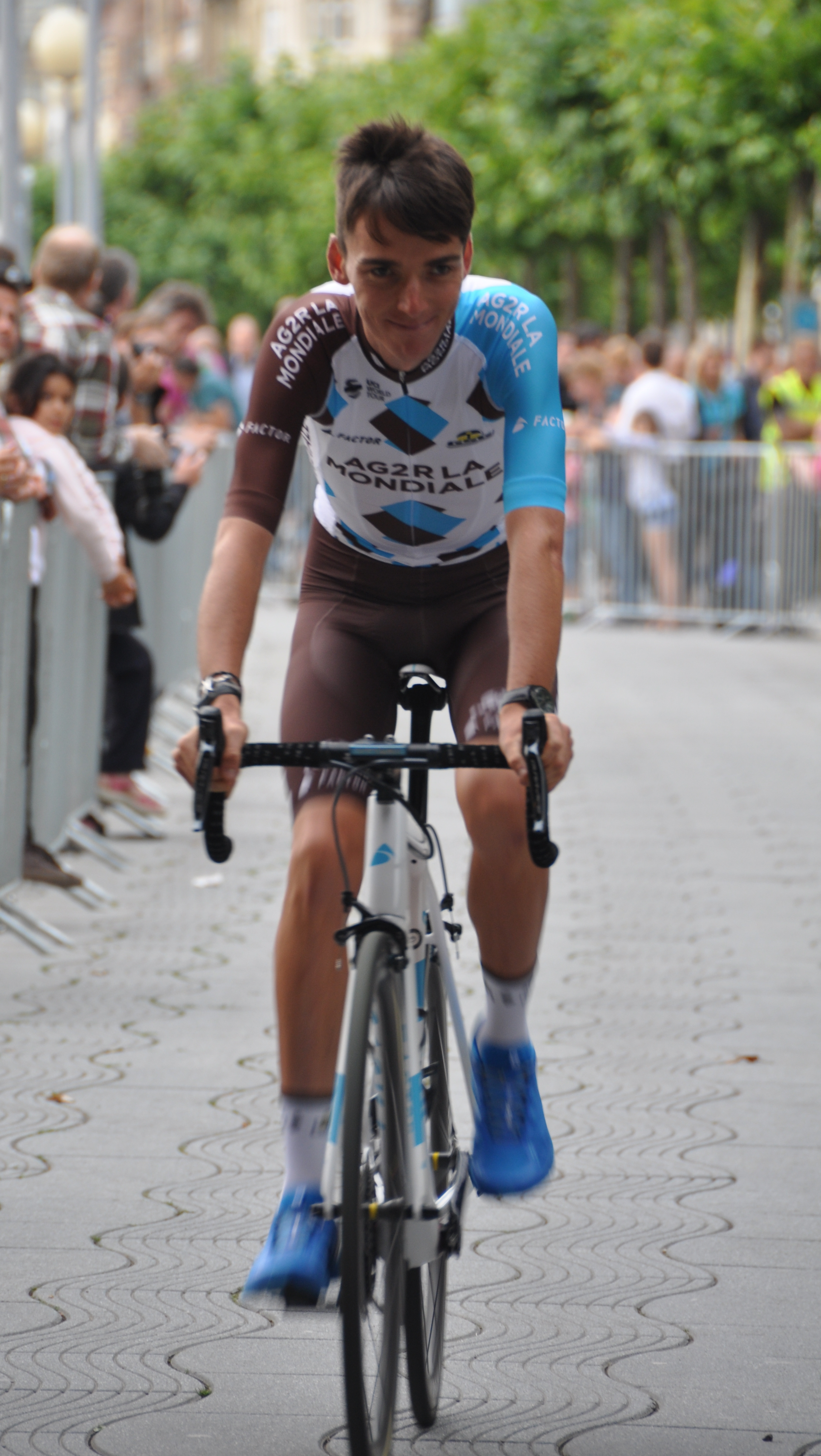
Ромен Барде на Тур де Франс 2017

## Достижения
| ГК  | Генеральная классификация |
| ОК  | Очковая классификация     |
| ГрК | Горная классификация      |
| МК  | Молодёжная классификация  |
| БК  | Бойцовская классификация  |

## Статистика выступлений

### Чемпионаты
| Соревнование      | Соревнование    | 2012 | 2013 | 2014 | 2015 | 2016 | 2017 | 2018 |
| ----------------- | --------------- | ---- | ---- | ---- | ---- | ---- | ---- | ---- |
| Олимпийские игры  | Групповая гонка | —    | нет  | нет  | нет  | 24   | нет  | нет  |
| Чемпионаты мира   | Групповая гонка | —    | 28   | 62   | —    | —    | —    | 2    |
| Чемпионат Франции | Групповая гонка | 74   | 34   | 37   | 11   | 10   | —    | —    |

### Гранд-туры
| Гонка           | 2012 | 2013 | 2014 | 2015 | 2016 | 2017 | 2018 | 2019 |
| --------------- | ---- | ---- | ---- | ---- | ---- | ---- | ---- | ---- |
| Джиро д'Италия  | —    | —    | —    | —    | —    | —    | —    | —    |
| Тур де Франс    | —    | 15   | 6    | 9    | 2    | 3    | 6    | 15   |
| Вуэльта Испании | —    | —    | —    | —    | —    | 17   | —    | —    |

## Многодневки
| Многодневки         |      |      |      |      |      |      |      |      |
| Гонка               | 2012 | 2013 | 2014 | 2016 | 2016 | 2017 | 2018 | 2019 |
| Париж — Ницца       | —    | 27   | 36   | 14   | 9    | ДСК  | —    | 5    |
| Тиррено — Адриатико | —    | —    | —    | —    | —    | —    | 13   | —    |
| Вуэльта Каталонии   | 40   | 53   | 4    | НФ   | 6    | 10   | —    | НФ   |
| Тур Страны Басков   | —    | —    | —    | —    | —    | 15   | 13   | —    |
| Тур Романдии        | —    | —    | —    | 9    | 27   | —    | —    | —    |
| Критериум Дофине    | —    | —    | 5    | 6    | 2    | 6    | 3    | 10   |
| Тур Швейцарии       | —    | —    | —    | —    | —    | —    | —    | —    |

### Однодневки
| Монументальные гонки  |                            |                            |                            |                            |                            |                            |                            |                            |
| Гонка                 | 2012                       | 2013                       | 2014                       | 2015                       | 2016                       | 2017                       | 2018                       | 2019                       |
| Милан — Сан-Ремо      | —                          | 17                         | —                          | —                          | —                          | —                          | —                          | 50                         |
| Тур Фландрии          | не выступал на этих гонках | не выступал на этих гонках | не выступал на этих гонках | не выступал на этих гонках | не выступал на этих гонках | не выступал на этих гонках | не выступал на этих гонках | не выступал на этих гонках |
| Париж — Рубе          | не выступал на этих гонках | не выступал на этих гонках | не выступал на этих гонках | не выступал на этих гонках | не выступал на этих гонках | не выступал на этих гонках | не выступал на этих гонках | не выступал на этих гонках |
| Льеж — Бастонь — Льеж | —                          | 13                         | 10                         | 6                          | 13                         | 6                          | 3                          | 21                         |
| Джиро ди Ломбардия    | 29                         | —                          | 11                         | 17                         | 4                          | —                          | НФ                         | —                          |

| —   | Не участвовал     |
| НФ  | Не финишировал    |
| ДСК | Дисквалифицирован |